# ウィンブルドンスタジアム
ウィンブルドンスタジアム（Wimbledon Stadium）は、ロンドンにあったドッグレース場。
ドッグレース場としてはロンドン最後の施設となっていたが、2017年3月25日に閉鎖となり取り壊されることとなった。